# ポール・スタンレー
ポール・スタンレー（Paul Stanley、出生名：スタンレー・バート・アイゼン、1952年1月20日 - ）は、アメリカのロックミュージシャン、ギタリスト、シンガー、ソングライター、音楽プロデューサー、画家。身長180cm。
ロック・バンド「キッス」の創設メンバーでグループの中心人物である。リズムギターとボーカルを担当し、グループのヒット曲の多くを作詞・作曲している。同バンド名義でロックの殿堂入り。

## 経歴

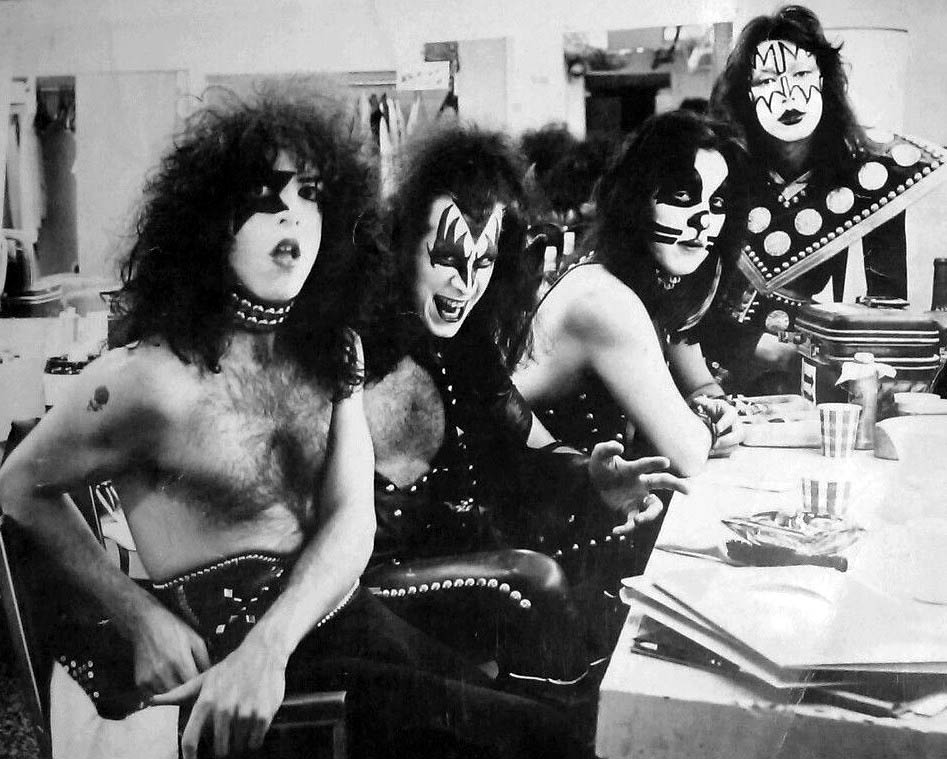
キッス - 活動初期の頃 (1975年)

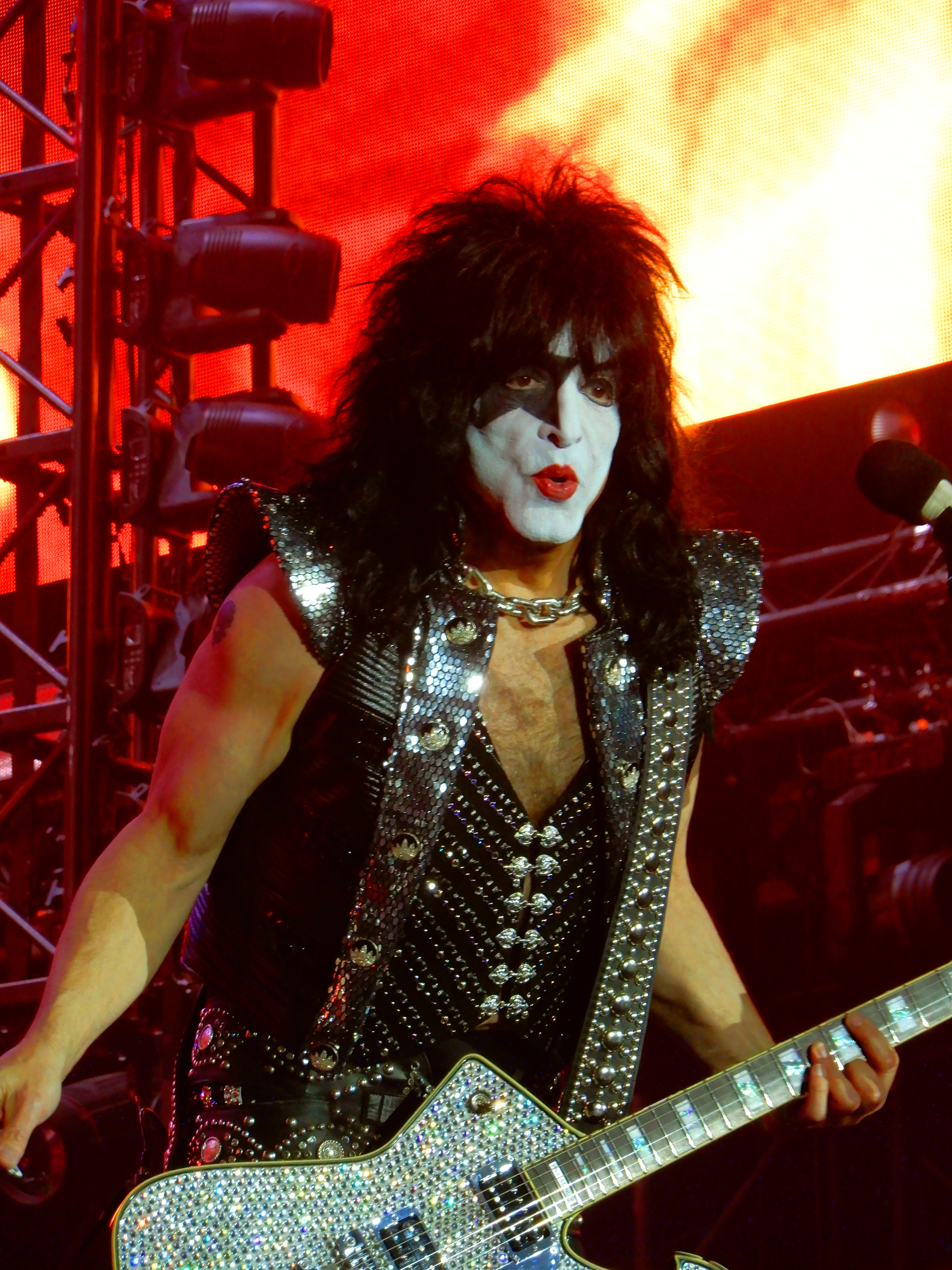
キッス - フランス公演（2019年6月）

1952年1月20日、マンハッタンのユダヤ系の家庭に生まれ、8歳のときにクイーンズに移り住んだ。幼い頃よりロックに夢中になる。
最初にバンドを始めた小学生時代から、Uncle Joe、Post War Baby Boom、Treeなど、いくつかのローカル・バンドで活動しており、あまり真剣とは言えないレコーディングを2回経験している。コードを弾くのが好きで早くから作曲を始め、歌いながらギターを弾くため最初からリズム・ギターを志向しており、リード・ギタリストになりたいと考えたことは1度も無かった。
1970年、商業デザイナーになるため通っていた、ニューヨークのハイスクール・オブ・ミュージック&アートを卒業。アートカレッジに進むも美術に興味を失っていたため1週間で自主退学し、同年、旧知のジーン・シモンズのバンド、ウィキッド・レスター（Wicked Lester）に加入。
1972年、アルバムを1枚作成するも、レコード契約は得られずウィキッド・レスターは維持が困難になり崩壊。ジーンと2人で新しいバンドを作ろうとする。
1973年1月、ジーン・シモンズ、ピーター・クリス、エース・フレーリーと共にキッスを結成。21歳になってすぐの1月30日にキッスとして初のライブを行う。昼間はタクシー運転手やサンドウィッチ店のバイト、夜はバンドで練習やライブという生活を続け、ライブ中に過労で倒れたこともあるが、キッスが正式にマネージメント契約を得てからは仕事を辞めてバンドに専念した。
1974年2月、ファースト・アルバム『キッス・ファースト 地獄からの使者』を発表。
キッスでは白地に右目の周りだけ大きな黒い星をあしらい、真紅の唇が印象的なペイントを施して、ザ・スターチャイルド（The Starchild）なるキャラクターに扮する。ステージではフロントマンとしてリード・ボーカル、バック・ボーカル、ギター、ほとんどのMCを担当し、今日までバンドの看板として活躍している。一部の曲ではリード・ギターを入れ替わりで担当することもある。
ステージでは様々なギターを使うが、有名なのはアイバニーズ・アイスマンで、フライングVやエクスプローラーも使用する。
（以降、キッスでの活動についてはキッスの項を参照）

## ソロ活動

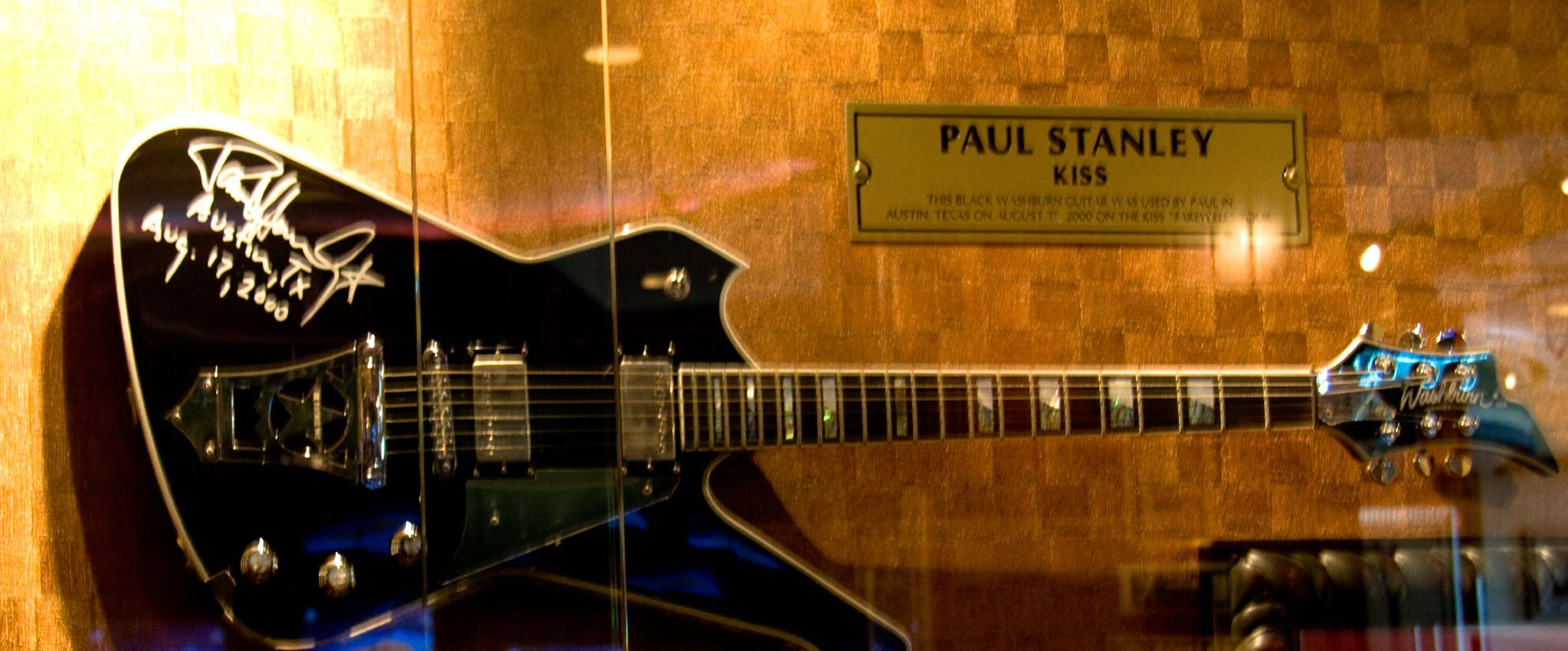
『ワッシュバーン』社製カスタム・スタンレーモデル

1974年にデビューして以来、その長いキャリアのほとんどをキッスでの活動に充て、それ以外での主だった活動は非常に少ないが、時に興味を持ったバンドのプロデュースをしたり、共同作曲者関連のアルバムに曲を提供したりしている。
1979年、ニュー・イングランドというバンドのアルバム『失われし魂』（New England）の音楽プロデューサーを務めた。
1989年にボブ・キューリック、エリック・シンガーらを帯同して初のソロ・ツアーを敢行。この時の縁が元で、後にキッスのドラマーエリック・カーが亡くなった時、後任にシンガーが加入した。
同年、ウェス・クレイヴン監督のホラー映画『ショッカー』のサウンドトラックに収められたタイトル曲に「The Dudes Of Wrath」と名付けられたオールスター・バンドの一員として参加。長年の共同作曲者デズモンド・チャイルドと共にリード・ボーカルを担当した。
1999年5月31日から8月1日と、9月28日から10月31日の期間、ミュージカル『オペラ座の怪人』（トロント版）にファントム役で出演。ロンドンで初めて公演を見て以来どうしても演じてみたいと切望していた役であり、オーディションを受けてキャストに選ばれた。
2006年10月、ソロ・アルバム『リヴ・トゥ・ウィン』 をリリース。1978年にキッスの4人のメンバーが同時に発表したソロ・アルバム『KISS』以来2作目のソロ作品であり、これに合わせて北米とオーストラリアではソロ・ツアーが行われた。また、その様子を収録したライブDVD『One Live Kiss』はテリー・アワード（Telly Award）を受賞した。
2008年には、サラ・ブライトマンのアルバム『神々のシンフォニー』で彼女とデュエットしている。
2015年9月、ソウルミュージック・バンド「ポール・スタンレーズ・ソウル・ステーション (Paul Stanley's Soul Station)」の活動を開始。

## 画家としての活動
元々、ハイスクールで美術を勉強していたポールだが、2001年に離婚するまで正式に絵筆を握ることはなかった。離婚による精神的苦痛に悩んでいた時、セラピーの一環として絵を描くことを友人に勧められたのが再び描き始めるようになったきっかけである。彼の描く絵は感性を重視した非常にカラフルな抽象画が多い。
2005年4月6日、ハワイで自ら創作した絵画による初の個展を開いた。その後も定期的に個展を開いており、現在ではかなりの商業的成功を収めている（2010年度は300万ドルを売り上げた）。

## 私生活

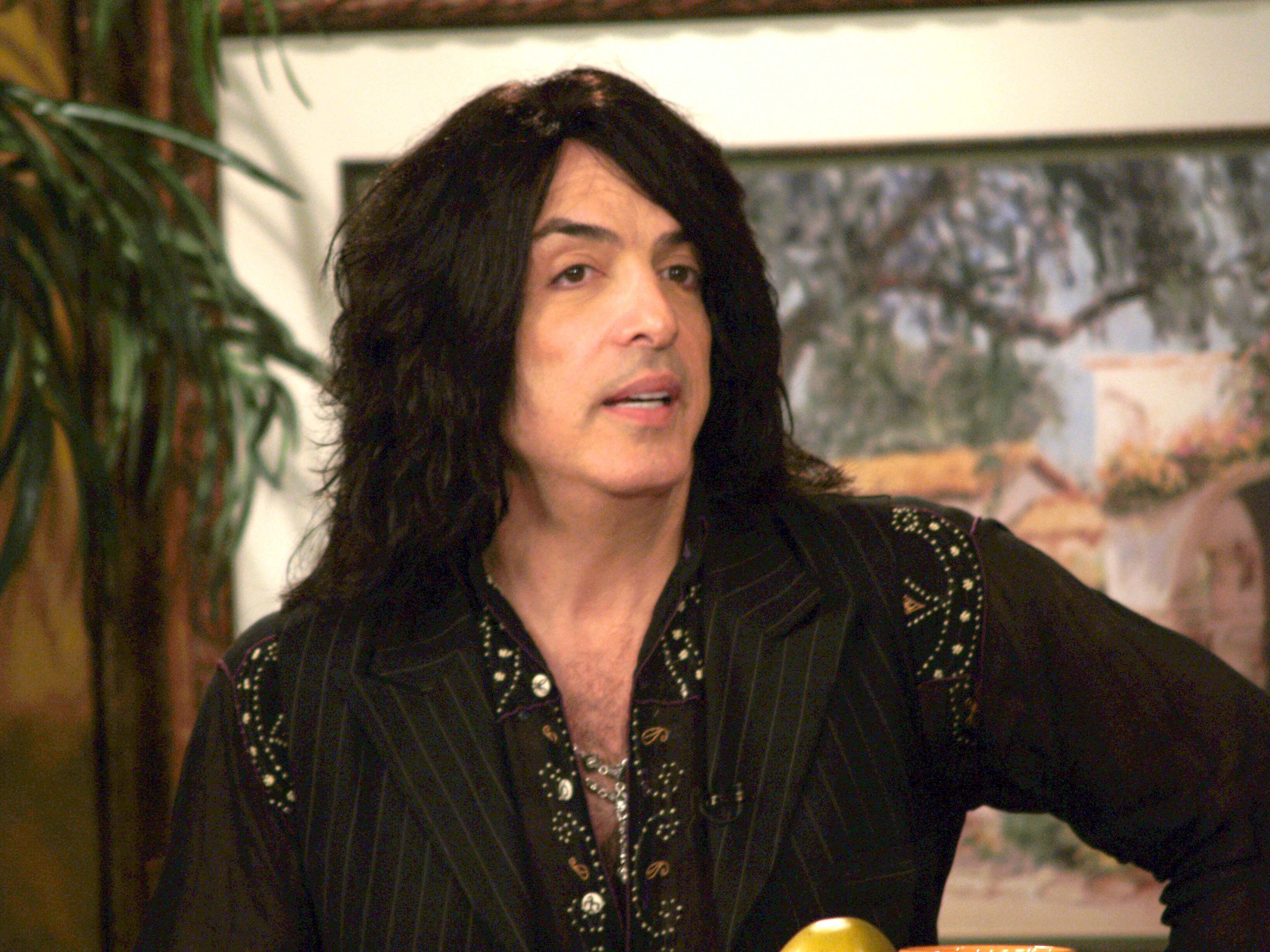
素顔のポール (2007年)

アメリカ生まれのポーランド系で家具販売をしていたウィリアム（1920年-2021年）を父に、ドイツ・ベルリン生まれのエヴァ（1923年-2012年）を母に持ち、裕福ではないがクラシックやオペラが流れる家庭で育った。父ウィリアムは、2021年11月に101歳で亡くなるまでの長寿であった。兄弟姉妹には、2歳上の姉がいる。
現在はビバリーヒルズ高台の、ジーン宅にも程近いトスカーナ風邸宅に家族と暮らす。本来、私生活を公表することを好まないが、家族と一緒の子煩悩ぶりが窺える映像をしばしばキャッチされている。
1992年に女優パメラ・ボウエンと結婚し、息子エヴァン・シェーン・スタンレー（1994年6月誕生）をもうけたが、2001年に離婚。エヴァンを引き取って育てる。
2005年11月に弁護士エリン・サットンと再婚。2006年9月にエリンとの間の最初の子供コリン・マイケル・スタンレーが誕生、2009年1月には長女サラ・ブリアナが誕生している。また、2011年8月に、エリンとの三人目の子供になる次女エミリー・グレイスが誕生した。

## その他
レベル3の小耳症（Microtia）を伴って生まれ、数度にわたる外耳形成手術を受けている。生来、右耳は聞こえない。
1999年から異なった容姿を持つ人のためのボランティア団体「AboutFace」のスポークスマンを務めている。
2004年に2度の人工股関節置換手術を受けている。1度目は2004年10月のRock the Nation ツアー後に行われ、2度目は2004年12月に最初の手術の合併症によるもの。手術以前は大変な痛みをこらえながらツアーを続けていた。左股関節の変形は長年のステージアクションによる可能性があり、将来的に3度目の手術が必要になると予想されている。
2021年8月、新型コロナウイルス感染を公表。

## ディスコグラフィ

### ソロ・アルバム
- 『KISS』 - Paul Stanley (1978年) ※旧邦題『キッス』
- 『リヴ・トゥ・ウィン』 - Live to Win (2006年)
- 『ナウ・アンド・ゼン』 - Now and Then (2021年) ※ポール・スタンレーズ・ソウル・ステーション名義

### キッス

#### スタジオ・アルバム
- 『キッス・ファースト 地獄からの使者』 - Kiss (1974年)
- 『地獄のさけび』 - Hotter than Hell (1974年)
- 『地獄への接吻』 - Dressed to Kill (1975年)
- 『地獄の軍団』 - Destroyer (1976年)
- 『地獄のロックファイアー』 - Rock and Roll Over (1976年)
- 『ラヴ・ガン』 - Love Gun (1977年)
- 『地獄からの脱出』 - Dynasty (1979年)
- 『仮面の正体』 - Unmasked (1980年)
- 『〜エルダー〜 魔界大決戦』 - Music From "The Elder" (1981年)
- 『暗黒の神話』 - Creatures Of The Night (1982年)
- 『地獄の回想』 - Lick It Up (1983年)
- 『アニマライズ』 - Animalize (1984年)
- 『アサイラム』 - Asylum (1985年)
- 『クレイジー・ナイト』 - Crazy Nights (1987年)
- 『ホット・イン・ザ・シェイド』 - Hot In The Shade (1989年)
- 『リヴェンジ』 - Revenge (1992年)
- 『カーニヴァル・オブ・ソウルズ』 - Carnival Of Souls (1997年)
- 『サイコ・サーカス』 - Psycho Circus (1998年)
- 『ソニック・ブーム』 - Sonic Boom (2009年)
- 『モンスター 〜地獄の獣神』 - Monster (2012年)

#### ライブ・アルバム
- 『地獄の狂獣 キッス・ライヴ』 - Alive!（1975年)
- 『アライヴ2』 - Alive II（1977年)
- 『アライヴ3』 - Alive III（1993年)
- 『停電 (地獄の再会) 〜 Kiss アンプラグド』 - Kiss Unplugged（1995年)
- 『 ベスト・オブ・ザ・ベスト ~ KISSアライヴ』 - You Wanted the Best, You Got the Best!!（1996年)
- 『アライヴ4 〜地獄の交響曲〜』 - Alive IV（2003年)

### 参加アルバム
- エース・フレーリー : 『オリジンズ VOL.1』 - Origins, Vol. 1 (2016年) ※「Fire and Water」に参加

## 書籍
- ポール・スタンレー自伝 モンスター〜仮面の告白〜 (2014年)[6]
- ポール・スタンレー新自伝　バックステージ・パス (2020年)[7]

## 舞台
- 『オペラ座の怪人』The Phantom Of The Opera（1999年トロント公演）（主演）